# Министерство по делам потребителей, продовольствия и общественного распределения Индии
Министерство по делам потребителей, продовольствия и общественного распределения Индии состоит из двух департаментов:
- Департамент продовольствия и общественного распределения
- Департамент по делам потребителей.

## Департамент продовольствия и общественного распределения
- Выгодные тарифы для фермеров Индии
- Поставка продовольственного зерна по приемлемым ценам для потребителей через систему общественного распределения
  - Государственная распределительная система

Индийская государственная распределительная система является национальной системой продовольственной безопасности по распределению субсидируемого продовольствия для бедных в Индии. Основу товарной номенклатуры распределения составляет пшеница, рис, сахар, и керосин. Излишки пищи от повышения урожайности сельскохозяйственных культур (в результате Зелёной революции и хорошего сезона муссонов) находятся в ведении Продовольственной корпорации Индии, созданной по Закону 1964 года о Продкорпорациях, которая реализует национальную политику для сельскохозяйственных ценовой поддержки, операциям, закупкам, хранении, межгосударственным движениям и распределении операций.

## Департамент по делам потребителей
- Стандарты мер и весов
- Бюро индийских стандартов
- Потребительские кооперации
- Мониторинг цен и наличия товаров первой необходимости
- Закон о защите потребителя, 1986
- Потребительский благотворительный фонд

## Организации
- Продовольственная корпорация Индии
- Центральная складская корпорация